# Church of the Brethren

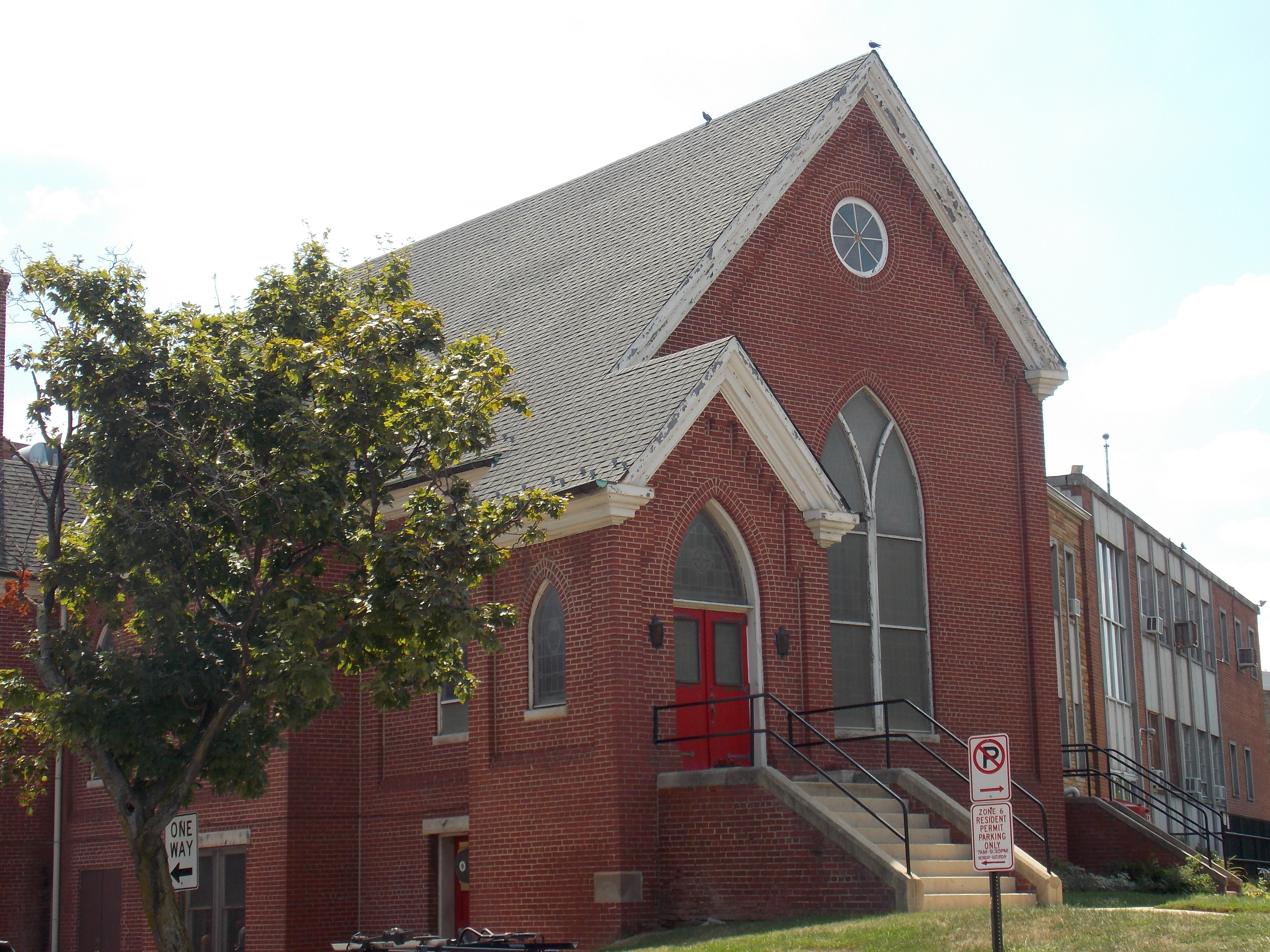
Church of the Brethren in Washington, D.C.

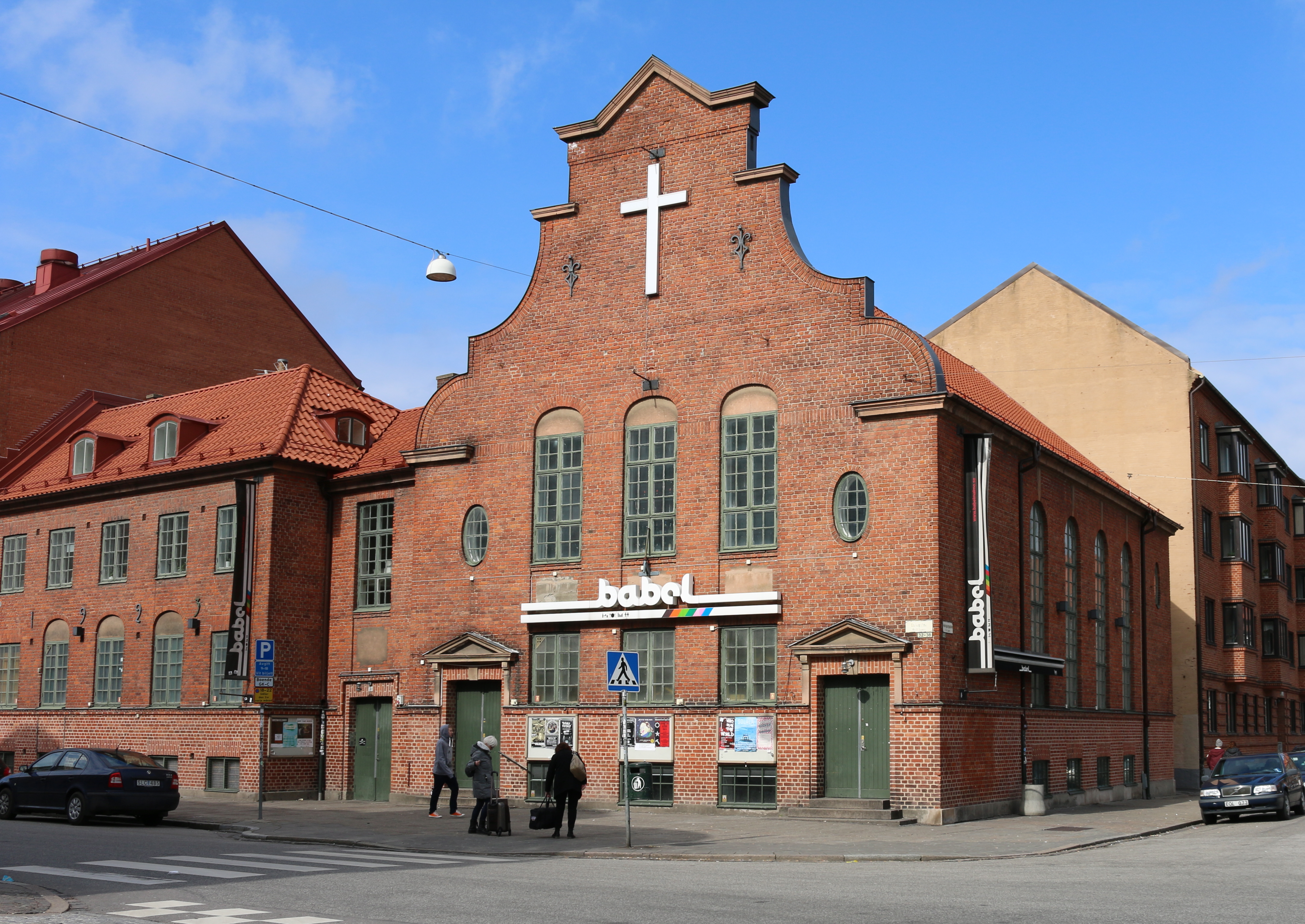
Die Kirche ist vor allem in den USA verbreitet. Zu Beginn des 20. Jahrhunderts bestanden auch im südlichen Skandinavien (Dänemark und Skåne) Gemeinden. In Malmö wurde auch eine Kirche errichtet.

Die Church of the Brethren (deutsch Kirche der Brüder oder Kirche der Geschwister) ist eine größere protestantische Kirche in den USA. Sie hatte 2021 über 87.000 Mitglieder in den Vereinigten Staaten und Puerto Rico. Die Kirche ist Mitglied im US-amerikanischen National Council of Churches und im Ökumenischen Rat der Kirchen.
Die Church of the Brethren ist nicht zu verwechseln mit der deutschen Brüderbewegung, welche im Englischen als Plymouth Brethren bezeichnet wird.

## Geschichte
Die Church of the Brethren geht zurück auf die im 18. Jahrhundert im deutschen Schwarzenau entstandenen Schwarzenau Brethren (auch Tunker genannt, englisch Dunkards). Die Schwarzenau Brethren verbanden täuferisch-mennonitische Ansätze mit den Ideen des radikalen Pietismus. Ihr Entstehungsmoment war, als unter Alexander Mack 1708 die ersten Tunker in der Eder bei Schwarzenau getauft wurden. Die ersten Gemeinden in Amerika entstanden um 1723. Bis 1908 nannte sich die Church of the Brethren noch German Baptist Brethren Church.
Neben der Church of the Brethen gibt es inzwischen weitere Kirchen, wie die Brethren Church oder die Dunkard Brethren, die sich ebenfalls als Nachfolger der nach Amerika ausgewanderten Tunker verstehen. Die Kirchen sind heute über die Brethren World Assembly weltweit miteinander vernetzt. Im Jahr 2008 fand die Brethren World Assembly erstmals am Gründungsort der Bewegung, in Schwarzenau, statt.

## Kirchliches Leben
Charakteristisch für die Church of the Brethren sind unter anderem die Gläubigentaufe, die durch vollständiges Untertauchen (Immersion) praktiziert wird, und die von der Bergpredigt abgeleitete Gewaltfreiheit, wie es auch für die Mennoniten kennzeichnend ist. Die Church of the Brethren ist stark diakonisch engagiert. Viele Mitglieder der Church of the Brethren pflegen einen relativ schlichten Lebensstil, beispielsweise ohne Alkohol oder Tabak.
Das in den Gemeinden der Kirche verwendete Gesangbuch Hymnal: A Worship Book von 1992 entstand in einer ökumenischen Zusammenarbeit mit nordamerikanischen Mennoniten. 2005 erschien mit Hymnal Supplement ein Ergänzungsband der Brethren.

## In Nigeria
Die Church of the Brethren ist unter dem Namen Ekklesiyar Yan´uwa a Nigeria auch in Nigeria verbreitet. Dort war sie mehrmals Ziel der islamischen Terrororganisation Boko Haram. Bis Mitte 2013 waren bei Anschlägen 149 Kirchenmitglieder gestorben und 14 Kirchen der nigerianischen Church of the Brethren in Brand gesetzt worden. Im Frühjahr 2014 wurden über 200 Schüler einer in den 1940er Jahren von der Kirche aufgebauten Schule in Chibok entführt. Viele der Schüler entstammten der Church of the Brethren. Im Oktober 2014 wurde die Zentrale der nigerianischen Church of the Brethren von den Islamisten eingenommen.